# Croton fergusonii
Croton fergusonii là một loài thực vật có hoa trong họ Đại kích. Loài này được Small mô tả khoa học đầu tiên năm 1903.